# Falsterske Fodregiment
Falsterske Fodregiment (1747 – 1981) var et infanteriregiment, der blev oprettet af kong Frederik 5. den 8. marts 1747 som Falsterske Gevorbene Infanteriregiment. Regimentet bestod af hvervet mandskab.
Regimentet fik garnison i København. I perioden 1758 til 1763 blev det på grund af krige i Europa flyttet til Rendsborg – for i 1763 på ny at vende tilbage til København.
I 1779 flyttedes regimentet til Aalborg – og fik navneforandring til Aalborgske Infanteriregiment, og herefter i 1790 3. Jydske Infanteriregiment og endnu senere 11. Liniebataljon – 11. Infanteri Regiment og 11. Bataljon.
I 1880 genindførtes regimentsopdelingen, og 11. Bataljon blev nu underlagt 10. Regiment med garnison i Nyborg.
1. november 1909 blev 11. Bataljon underlagt 8. Regiment som Liniebataljon. 
1. november 1922 blev den reservebataljon under samme regiment.
1 November 1932 blev 11. bataljon en linjebataljon under 4. Regiment.
1. november 1951 blev det gamle 5. Regiment ændret til et nyt 5. Regiment med 11. Bataljons historie.
I januar 1913 overførtes 5. Regiment til Vordingborg. Først til en midlertidig indkvartering og fra januar 1914 på den nybyggede Vordingborg Kaserne.
I november 1961 fik 5. Regiment sit gamle historiske navn tilbage: Falsterske Fodregiment. Året efter overrakte Kong Frederik IX regimentet dets nye fane, og i 1964 tildeltes regimentet mottoet "STÆRK OG SEJ" – et motto, som senere er overtaget af DANILOG.
Ved forsvarsforliget i 1976 blev Falsterske Fodregiment sammenlagt med Danske Livregiment. De sammenlagte regimenter blev garnisoneret på Vordingborg Kaserne.
I 1981 blev det besluttet, at der ved  Danske Livregiment alene skulle bestå af én bataljon – I/Danske Livregiment. Som følge heraf blev bataljonen I/Falsterske Fodregiment, der på dette tidspunkt udgjorde resterne af Falsterske Fodregiment, nedlagt.